# Рамі Хієтаніємі
Рамі Хієтаніємі (фін. Rami Antero Hietaniemi; нар. 28 грудня 1982, Перхо, Центральна Пог'янмаа, Фінляндія) — фінський борець греко-римського стилю, бронзовий призер чемпіонату світу, срібний призер чемпіонату Європи, учасник двох Олімпійських ігор.

## Життєпис
Боротьбою почав займатися з 2000 року. Виступає за спортивний клуб «Nurmon Jymy» з Нурмо. Тренери — Юха Ахокас, Марко Юлі-Ханнуксела.

## Спортивні результати на міжнародних змаганнях

### Виступи на Олімпіадах
| Змагання                    | Збірна    | Вагова категорія                 | Місце |
| --------------------------- | --------- | -------------------------------- | ----- |
| Літні Олімпійські ігри 2012 | Фінляндія | греко-римська боротьба, до 84 кг | 15    |
| Літні Олімпійські ігри 2016 | Фінляндія | греко-римська боротьба, до 85 кг | 11    |

### Виступи на Чемпіонатах світу
| Змагання                        | Збірна    | Вагова категорія                 | Місце  |
| ------------------------------- | --------- | -------------------------------- | ------ |
| Чемпіонат світу з боротьби 2005 | Фінляндія | греко-римська боротьба, до 96 кг | 12     |
| Чемпіонат світу з боротьби 2006 | Фінляндія | греко-римська боротьба, до 96 кг | 21     |
| Чемпіонат світу з боротьби 2007 | Фінляндія | греко-римська боротьба, до 96 кг | 10     |
| Чемпіонат світу з боротьби 2009 | Фінляндія | греко-римська боротьба, до 96 кг | 16     |
| Чемпіонат світу з боротьби 2010 | Фінляндія | греко-римська боротьба, до 84 кг | 24     |
| Чемпіонат світу з боротьби 2011 | Фінляндія | греко-римська боротьба, до 84 кг | Бронза |
| Чемпіонат світу з боротьби 2013 | Фінляндія | греко-римська боротьба, до 84 кг | 5      |
| Чемпіонат світу з боротьби 2014 | Фінляндія | греко-римська боротьба, до 85 кг | 28     |
| Чемпіонат світу з боротьби 2015 | Фінляндія | греко-римська боротьба, до 85 кг | 5      |
| Чемпіонат світу з боротьби 2018 | Фінляндія | греко-римська боротьба, до 87 кг | 30     |
| Чемпіонат світу з боротьби 2019 | Фінляндія | греко-римська боротьба, до 87 кг | 21     |

### Виступи на Чемпіонатах Європи
| Змагання                         | Збірна    | Вагова категорія                 | Місце  |
| -------------------------------- | --------- | -------------------------------- | ------ |
| Чемпіонат Європи з боротьби 2004 | Фінляндія | греко-римська боротьба, до 96 кг | 14     |
| Чемпіонат Європи з боротьби 2006 | Фінляндія | греко-римська боротьба, до 96 кг | 11     |
| Чемпіонат Європи з боротьби 2009 | Фінляндія | греко-римська боротьба, до 96 кг | 9      |
| Чемпіонат Європи з боротьби 2011 | Фінляндія | греко-римська боротьба, до 96 кг | 11     |
| Чемпіонат Європи з боротьби 2012 | Фінляндія | греко-римська боротьба, до 84 кг | 24     |
| Чемпіонат Європи з боротьби 2014 | Фінляндія | греко-римська боротьба, до 85 кг | Срібло |
| Чемпіонат Європи з боротьби 2018 | Фінляндія | греко-римська боротьба, до 87 кг | 11     |

### Виступи на Кубках світу
| Змагання                    | Збірна    | Вагова категорія                 | Місце |
| --------------------------- | --------- | -------------------------------- | ----- |
| Кубок світу з боротьби 2014 | Фінляндія | греко-римська боротьба, до 85 кг | 8     |

### Виступи на Північних чемпіонатах
| Змагання                            | Збірна    | Вагова категорія                 | Місце  |
| ----------------------------------- | --------- | -------------------------------- | ------ |
| Північний чемпіонат з боротьби 2002 | Фінляндія | греко-римська боротьба, до 96 кг | Бронза |
| Північний чемпіонат з боротьби 2006 | Фінляндія | греко-римська боротьба, до 96 кг | Бронза |
| Північний чемпіонат з боротьби 2009 | Фінляндія | греко-римська боротьба, до 96 кг | Срібло |
| Північний чемпіонат з боротьби 2010 | Фінляндія | греко-римська боротьба, до 96 кг | Золото |
| Північний чемпіонат з боротьби 2011 | Фінляндія | греко-римська боротьба, до 96 кг | Бронза |

### Виступи на інших змаганнях
| Змагання                                                         | Збірна    | Вагова категорія                 | Місце  |
| ---------------------------------------------------------------- | --------- | -------------------------------- | ------ |
| Золотий Гран-прі з боротьби 2006                                 | Фінляндія | греко-римська боротьба, до 96 кг | Бронза |
| Олімпійський кваліфікаційний турнір з боротьби 2008 (Роме-Остія) | Фінляндія | греко-римська боротьба, до 96 кг | 11     |
| Олімпійський кваліфікаційний турнір з боротьби 2008 (Новий Сад)  | Фінляндія | греко-римська боротьба, до 96 кг | 10     |
| Гран-прі Німеччини з боротьби 2010                               | Фінляндія | греко-римська боротьба, до 84 кг | Бронза |
| Турнір Германа Каре 2011                                         | Фінляндія | греко-римська боротьба, до 96 кг | Срібло |
| Міжнародний турнір «Cristo Lutte» 2011                           | Фінляндія | греко-римська боротьба, до 96 кг | Золото |
| Кубок Владислава Пітласинські 2011                               | Фінляндія | греко-римська боротьба, до 84 кг | Бронза |
| Кубок Арво Хаавісто 2011                                         | Фінляндія | греко-римська боротьба, до 96 кг | Бронза |
| Тестовий турнір FILA 2011                                        | Фінляндія | греко-римська боротьба, до 96 кг | Бронза |
| Гран-прі Німеччини з боротьби 2012                               | Фінляндія | греко-римська боротьба, до 84 кг | Срібло |
| Кубок Арво Хаавісто 2012                                         | Фінляндія | греко-римська боротьба, до 96 кг | Срібло |
| Кубок Арво Хаавісто 2013                                         | Фінляндія | греко-римська боротьба, до 96 кг | Бронза |
| Тор Мастерс 2014                                                 | Фінляндія | греко-римська боротьба, до 85 кг | Золото |
| Гран-прі Німеччини з боротьби 2014                               | Фінляндія | греко-римська боротьба, до 98 кг | Бронза |
| Кубок Арво Хаавісто 2014                                         | Фінляндія | греко-римська боротьба, до 98 кг | Срібло |
| Кубок Вантаа з боротьби 2015                                     | Фінляндія | греко-римська боротьба, до 98 кг | 13     |
| Кубок Арво Хаавісто 2015                                         | Фінляндія | греко-римська боротьба, до 85 кг | 7      |
| Кубок Хапаранди з боротьби 2016                                  | Фінляндія | греко-римська боротьба, до 85 кг | Бронза |
| Тор Мастерс 2017                                                 | Фінляндія | греко-римська боротьба, до 98 кг | 5      |
| Гран-прі Угорщини з боротьби 2017                                | Фінляндія | греко-римська боротьба, до 98 кг | 15     |
| Кубок Хапаранди з боротьби 2017                                  | Фінляндія | греко-римська боротьба, до 85 кг | 7      |
| Турнір Германа Каре 2018                                         | Фінляндія | греко-римська боротьба, до 87 кг | Бронза |
| Тор Мастерс 2018                                                 | Фінляндія | греко-римська боротьба, до 87 кг | 9      |
| Кубок Владислава Пітласинські 2018                               | Фінляндія | греко-римська боротьба, до 87 кг | 8      |
| Кубок Хапаранди з боротьби 2018                                  | Фінляндія | греко-римська боротьба, до 87 кг | Золото |
| Турнір Германа Каре 2019                                         | Фінляндія | греко-римська боротьба, до 87 кг | Срібло |
| Турнір Вехбі Емре і Гаміта Каплана 2019                          | Фінляндія | греко-римська боротьба, до 87 кг | 5      |
| Турнір міста Сассарі з боротьби 2019                             | Фінляндія | греко-римська боротьба, до 87 кг | 8      |
| Гран-прі Німеччини з боротьби 2019                               | Фінляндія | греко-римська боротьба, до 87 кг | Бронза |